# Allegan
Allegan è un comune degli Stati Uniti d'America, situato nello Stato del Michigan, nella contea di Allegan, della quale è il capoluogo.